# Eleccions a governador de Tòquio de 1963
Les eleccions a governador de Tòquio de 1963 es van celebrar un 17 d'abril de 1963. Va guanyar el fins aleshores governador Ryōtarō Azuma, qui es va presentar com a independent, contra el candidat independent amb el suport de socialistes i comunistes, Masaru Sakamoto.

## Antecedents
Prèviament (1955 i 1959) s'havia presentat pels socialistes com a candidat Hachirō Arita, antic ministre que no va aconseguir guanyar ni a Yasui ni a Azuma. La presentació d'un candidat fort per part de l'esquerra com Masaru Sakamoto, ex alcalde de Amagasaki va fer que l'esquerra (PSJ, PSD i PCJ) que li donaven suport tingueren l'esperança de guanyar al governador Azuma. Les eleccions van estar marcades per un clima de sospita de frau electoral que tot i que es solucionà va fer que el vice-governador Yasuhiko Ota fora detingut i acusat. Va estar implicat Tōru Higo, un polític independent dretà que semblava ser un candidat més però realment era un parany de certs grups empresarials per a influir i reventar les eleccions. Aquest Higo va falsificar un certificat de defunció d'un altre "Masaru Sakamoto" per tal de presentar-lo a les eleccions i així causar confusió i reduir els possibles vots cap a Sakamoto. Afortunadament es descobrí que aquest Sakamoto havia mort i, per tant, s'annulà la candidatura que no va rebre cap vot. No obstant això, Azuma guanyà les eleccions però es va descobrir un afer de falsificació d'un segell i el vice-governador va ser arrestat i acusat.

## Resultats
| Partit                                                  | Candidat           | Vots      | %     |
| ------------------------------------------------------- | ------------------ | --------- | ----- |
| Independent                                             | Ryōtarō Azuma      | 2.298.616 | 57,08 |
| Independent                                             | Masaru Sakamoto    | 1.634.634 | 40,59 |
| Partit Patriòtic del Gran Japó (PPGJ)                   | Bin Akao           | 23.040    | 0,57  |
| Tooru Higo                                              | Masaru Nakayama    | 17.799    | 0,44  |
| Independent                                             | Shigehisa Kawamura | 8.730     | 0,22  |
| Toru Higo                                               | Gan Takada         | 8.032     | 0,20  |
| Aliança Nacional per a la protecció del parlamentarisme | Wataru Shimizu     | 7.270     | 0,18  |
| Cos de Defensa (CD)                                     | Susumu Fukuda      | 6.940     | 0,17  |
| Independent                                             | Toshiyo Oda        | 6.168     | 0,15  |
| Independent                                             | Tooryuu Kijima     | 6.048     | 0,15  |
| Independent                                             | Ginzō Nakamura     | 5.816     | 0,14  |
| Nova Associació Oriental (NAO)                          | Kōmei Kōno         | 3.913     | 0,09  |
| Tooru Higo                                              | Masaru Hashimoto   | 0         | 0     |